# Fabienne Lauret
Fabienne Lauret, née le 15 juin 1950, est une ouvrière féministe et syndicaliste française, active dans l'atelier de couture des sièges d'automobile de l'usine Renault à Flins.

## Biographie
Fabienne Lauret est née le 15 juin 1950 à Boinville-en-Mantois (Seine-et-Oise). Étudiante établie, elle devient ouvrière mécanicienne puis bibliothécaire du CE Renault de Flins (Yvelines),. Elle est syndicaliste CFDT de 1973 à 2008, militante de la Ligue communiste de 1968 à 1971, de «Révolution» et de l’OCT de 1971 à 1979, du NPA et de la Gauche anticapitaliste en 2012, militante associative à ATTAC, féministe et altermondialiste.
Elle écrit en 2018 L'Envers de Flins dans lequel elle raconte son parcours de femme ouvrière dans une usine Renault, pendant lequel, elle et ses collègues femmes subissent, en plus du sexisme, des conditions de travail difficiles. Elle y raconte également ses actions syndicalistes militantes et révolutionnaires.
L'ouvrage est adapté en bande dessinée en 2022.

## Ouvrages
- Fabienne Lauret, L'Envers de Flins, Une féministe révolutionnaire à l'atelier, Syllepse, coll. « Féminismes et genre », janvier 2018